# DT-24
Der DT-24 (russisch ДТ-24) ist ein sowjetischer Traktor, der im Wladimirski Traktorny Sawod von 1955 bis 1958 gefertigt wurde. Es wurden drei Grundvarianten hergestellt, DT-24-1, DT-24-2 und DT-24-3. Sie unterscheiden sich vor allem durch die Vorderachskonstruktion, letzter hat nur ein Vorderrad ist und für den Baumwollanbau konzipiert. Zwischen 1956 und 1958 wurden von der Version DT-24-2 insgesamt 17.300 Exemplare gebaut.

## Technik
Der Schlepper wird von einem wassergekühlten Viertaktdieselmotor mit Wirbelkammereinspritzung und OHV-Ventilsteuerung angetrieben, der eine Leistung von 17,7 kW abgibt. Vom Motor wird die Antriebskraft über ein Fünfganggetriebe mit zwei zusätzlichen Rückwärtsgängen sowie zwei zusätzlichen Kriechgängen auf die Hinterachse übertragen. Das Differenzialgetriebe der Hinterachse ist sperrbar. Für die Kraftabnahme gibt es eine getriebeunabhängige Zapfwelle, die auf Wegeabhängigkeit umgeschaltet werden kann. Um Arbeitsgeräte mit dem Schlepper zu koppeln, ist ein Kraftheber des Typs NS-37 angebaut. Beim Betrieb mit der Hackmaschine KRN-4,2 weist der DT-24 im dritten Gang einen Dieselkraftstoffverbrauch von 5,62 kg/h auf.